# ابیتیبی-تمیسکامانگ
ابیتیبی-تمیسکامانگ (به فرانسوی: Abitibi-Témiscamingue) یک سکونتگاه مسکونی در کانادا با جمعیت ۱۴۵٬۶۹۰ نفر است که در استان کبک واقع شده‌است.